# Yokohama F·Marinos 2003
Questa voce raccoglie le informazioni riguardanti lo Yokohama F·Marinos nelle competizioni ufficiali della stagione 2003

## Stagione
Affidato alla guida tecnica dell'ex commissario tecnico della Nazionale Takeshi Okada, lo Yokohama Marinos vinse entrambe le fasi della J. League Division 1 ottenendo il titolo di campione nazionale senza dover affrontare la finale.

## Maglie e sponsor
Le divise, prodotte dall'Adidas e con lo sponsor ufficiale Nissan, vedono i calzoncini e i calzettoni assumere il blu come colore principale. Le seconde divise assumono i colori bianco e nero.
|  | Casa Maglia |  | Trasferta Maglia |  | Trasferta Alternativa |

## Rosa
| N. |                          | Ruolo | Calciatore       |
| -- | ------------------------ | ----- | ---------------- |
| 1  | Giappone (bandiera)      | P     | Tatsuya Enomoto  |
| 2  | Corea del Sud (bandiera) | C     | Yoo Sang-Chul    |
| 3  | Giappone (bandiera)      | D     | Naoki Matsuda    |
| 4  | Giappone (bandiera)      | D     | Yasuhiro Hato    |
| 5  | Brasile (bandiera)       | D     | Dutra            |
| 6  | Giappone (bandiera)      | C     | Yoshiharu Ueno   |
| 7  | Giappone (bandiera)      | C     | Yukihiko Sato    |
| 8  | Giappone (bandiera)      | A     | Akihiro Endō     |
| 9  | Giappone (bandiera)      | A     | Tatsuhiko Kubo   |
| 11 | Giappone (bandiera)      | A     | Norihisa Shimizu |
| 13 | Giappone (bandiera)      | C     | Kunio Nagayama   |
| 14 | Giappone (bandiera)      | C     | Daisuke Oku      |
| 15 | Giappone (bandiera)      | D     | Kazuyoshi Mikami |
| 16 | Giappone (bandiera)      | P     | Hiroshi Sato     |
| 17 | Giappone (bandiera)      | C     | Kazuki Satō      |
| 18 | Giappone (bandiera)      | A     | Daisuke Sakata   |
| 19 | Giappone (bandiera)      | A     | Sōtarō Yasunaga  |

| N. |                     | Ruolo | Calciatore        |
| -- | ------------------- | ----- | ----------------- |
| 20 | Giappone (bandiera) | C     | Yuki Kaneko       |
| 21 | Giappone (bandiera) | P     | Tetsuya Enomoto   |
| 22 | Giappone (bandiera) | D     | Yūji Nakazawa     |
| 23 | Giappone (bandiera) | C     | Masahiro Ōhashi   |
| 24 | Giappone (bandiera) | C     | Takumi Motohashi  |
| 25 | Giappone (bandiera) | D     | Shōgo Kobara      |
| 26 | Giappone (bandiera) | C     | Daisuke Nasu      |
| 27 | Giappone (bandiera) | C     | Daisuke Goto      |
| 28 | Giappone (bandiera) | C     | Hirotaka Iida     |
| 29 | Giappone (bandiera) | A     | Yūtarō Abe        |
| 30 | Giappone (bandiera) | D     | Yūzō Kurihara     |
| 31 | Giappone (bandiera) | P     | Kenichi Shimokawa |
| 32 | Giappone (bandiera) | C     | Yukihiro Yamase   |
| 33 | Giappone (bandiera) | A     | Sho Kitano        |
| 34 | Giappone (bandiera) | D     | Kei Omoto         |
| 35 | Giappone (bandiera) | C     | Ryūji Kawai       |
| 36 | Brasile (bandiera)  | A     | Marquinhos        |

## Statistiche

### Statistiche di squadra
| Competizione          | Punti | Totale | Totale | Totale | Totale | Totale | Totale | DR  |
| Competizione          | Punti | G      | V      | N      | P      | Gf     | Gs     | DR  |
| --------------------- | ----- | ------ | ------ | ------ | ------ | ------ | ------ | --- |
| J. League Division 1  | 58    | 30     | 17     | 7      | 6      | 56     | 33     | +23 |
| Nabisco Cup           | -     | 7      | 3      | 2      | 2      | 10     | 6      | +4  |
| Coppa dell'Imperatore | -     | 3      | 2      | 0      | 1      | 5      | 7      | -2  |
| Totale                | -     | 40     | 22     | 9      | 9      | 71     | 46     | +25 |

### Statistiche dei giocatori
| Giocatore    | J. League Division 1 | J. League Division 1 |
| Giocatore    | Presenze             | Reti                 |
| ------------ | -------------------- | -------------------- |
| Abe          | 6                    | 0                    |
| Dutra        | 28                   | 1                    |
| Endō         | 26                   | 3                    |
| Tat. Enomoto | 15                   | 0                    |
| Tet. Enomoto | 15                   | 0                    |
| Hato         | 10                   | 0                    |
| Kaneko       | 1                    | 0                    |
| Kawai        | 11                   | 0                    |
| Kitano       | 2                    | 0                    |
| Kobara       | 1                    | 0                    |
| Kubo         | 25                   | 16                   |
| Kurihara     | 7                    | 0                    |
| Marquinhos   | 24                   | 8                    |
| Matsuda      | 20                   | 0                    |
| Mikami       | 6                    | 0                    |
| Motohashi    | 1                    | 0                    |
| Nagayama     | 8                    | 0                    |
| Nasu         | 29                   | 2                    |
| Nakazawa     | 29                   | 4                    |
| Ōhashi       | 4                    | 1                    |
| Oku          | 26                   | 5                    |
| Sakata       | 25                   | 6                    |
| K. Sato      | 7                    | 0                    |
| Y. Sato      | 27                   | 1                    |
| Shimizu      | 21                   | 2                    |
| Shimokawa    | 1                    | 0                    |
| Ueno         | 4                    | 0                    |
| Yasunaga     | 8                    | 1                    |
| Y. Sang-Chul | 17                   | 6                    |